# 삼합
삼합(三合)은 영양면에서 조화를 이루거나 맛 등이 잘 어울리는 음식 세 가지, 또는 그 음식들을 함께 먹는 방식을 이르는 말이다.

## 같이 보기
- 홍탁삼합
- 삼합미음
- 삼합장과